# Henryk Lamensdorf
Henryk Lamensdorf (ur. 6 marca 1876 w Krakowie, zm. 24 listopada 1928 tamże) – polski architekt żydowskiego pochodzenia, działający głównie w Krakowie.

## Życiorys
Syn Aloisa Lamensdorfa oraz Cecylii z domu Kreutler. Jego bratem był budowniczy Stefan Lamensdorf. Ukończył w 1896 Wydział Budowlany Krakowskiej Szkoły Przemysłowej. Odbywał praktyki u Józefa Pokutyńskiego i Beniamina Torbego. W 1903 uzyskał koncesję budowniczego. Od 1904 do wybuchu I wojny światowej zaprojektował i wystawił w Krakowie kilkadziesiąt budynków. Przedsiębiorstwo uznawane było za jedno z najlepszych w Krakowie. W dwudziestoleciu międzywojennym kontynuowało działalność, jednak z mniejszym rozmachem. Kamienice Lamensdorfa wykazują się wysokim standardem rozwiązania wnętrz i klatek schodowych oraz wyposażone są w windy, co było wówczas rzadkością.
Lamensdorf należał do Stowarzyszenia Humanitarnego „Solidarność” B’nei B’rith, Krakowskiego Towarzystwa Technicznego i Stowarzyszenia Izraelitów Postępowych. Został pochowany na Nowym Cmentarzu Żydowskim przy ul. Miodowej.

## Prace
- Kamienica czynszowa - Rynek Kleparski 11 (ul. Krzywa 13), 1907
- Kamienica Bidermanowska - Rynek Główny 5 (ul. Sienna 2), 1912–1914
- Dom Turecki - ul. Długa 31 (1910)
- Synagoga Deichesa w Krakowie ul. Brzozowa 6 (1910)
- Synagoga Szejrit Bne Emuna w Krakowie - ul. Bocheńska 4 (1914)
- Kamienica - ul. Bonerowska 9
- Kamienica, potem internat dla dziewcząt, byłych wychowanek Zakładu Wychowawczego Sierot Żydowskich „Beth Megadle Jasomim” (1909) – ul. Bonerowska 10
- Kamienica - ul Dunajewskiego 6 (1908)
- Kamienica - ul. Piłsudskiego 38 (1908)
- Kamienica - ul Powiśle 12 (1906)
- Siedziba zarządu gminy żydowskiej – ul Skawińska 12 (1909)
- Kamienica - ul. Krakowska 7 (1911)
- Kamienica (Dom Literatów) - ul. Krupnicza 22 (1911)
- Kamienica - ul. Brzozowa 11 (1911)
- Kamienica - ul. Brzozowa 15 (1912)

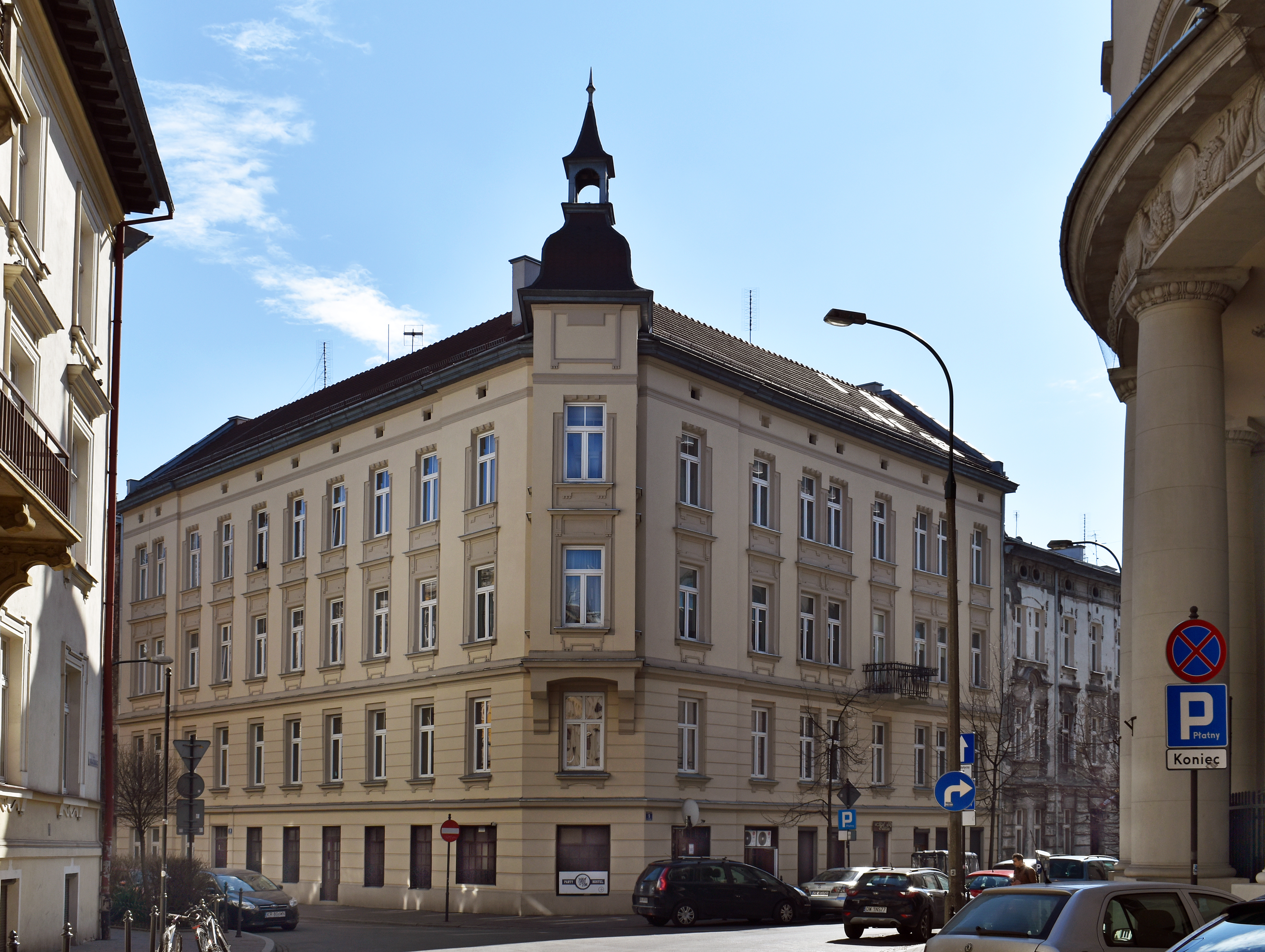
Kamienica (1906) ul. Librowszczyzna 9 (ul. Zyblikiewicza 9)
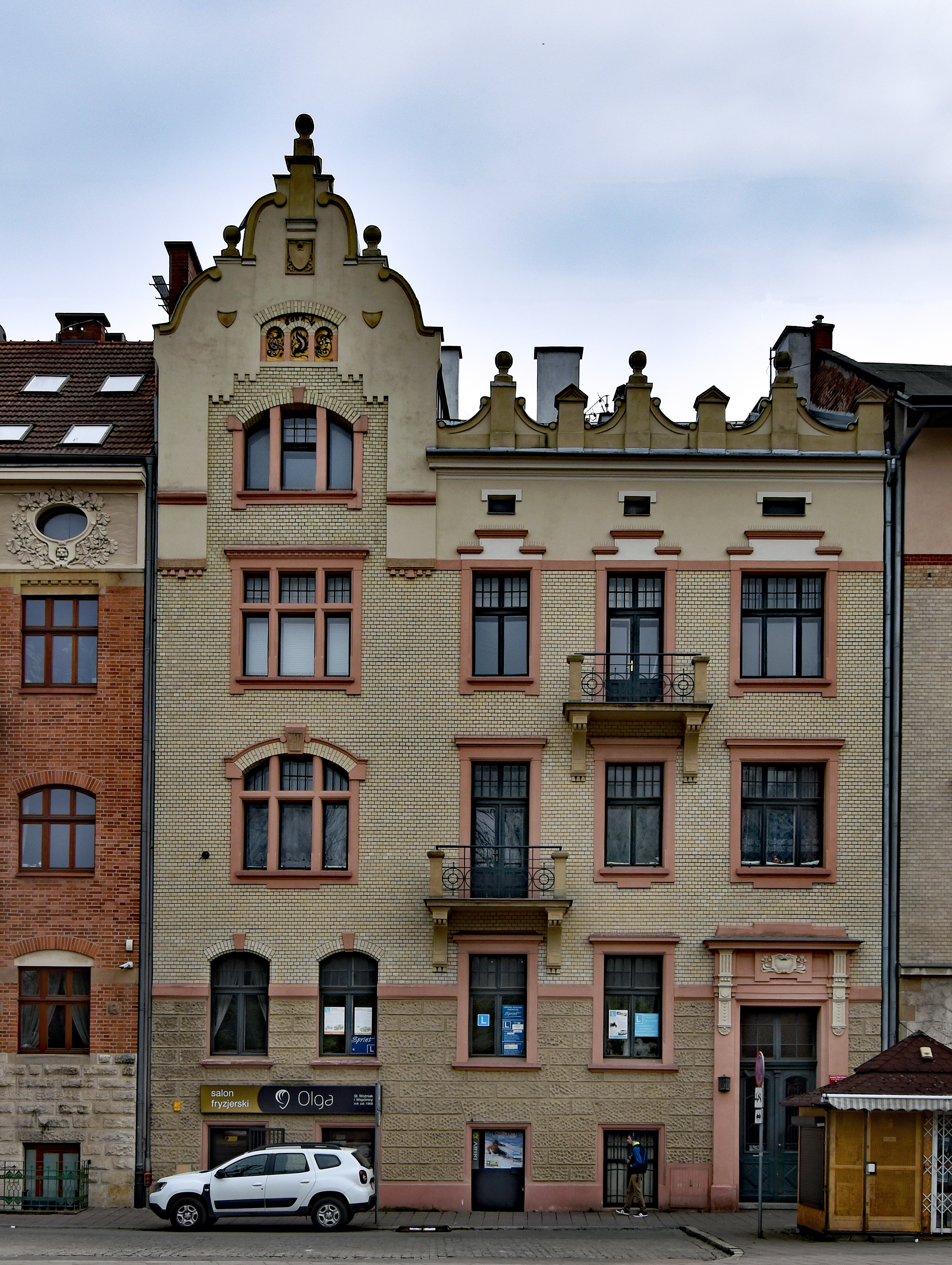
Kamienica (1908) ul. Piłsudskiego 38
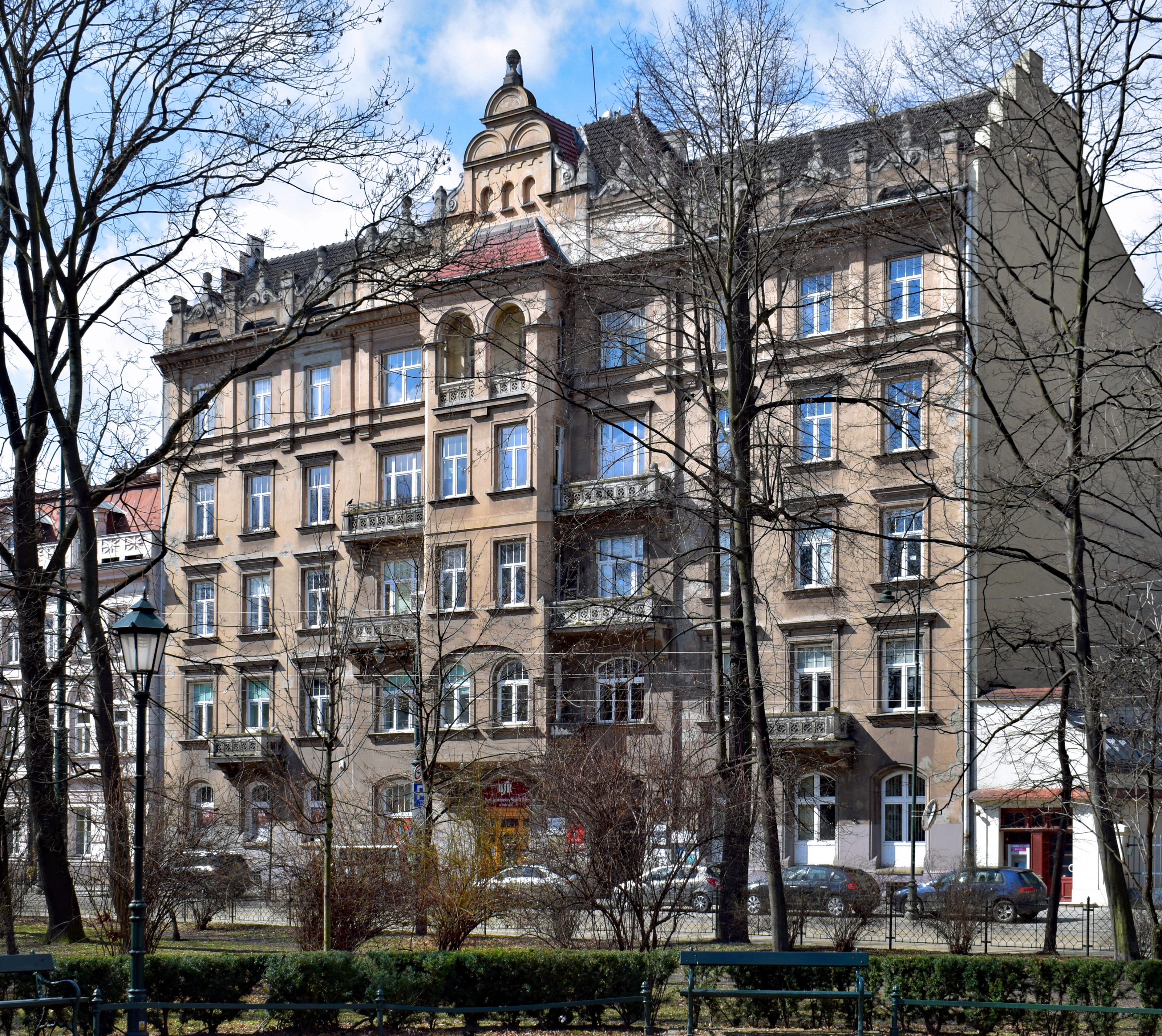
Kamienica (1908) Kraków, ul. Dunajewskiego 6
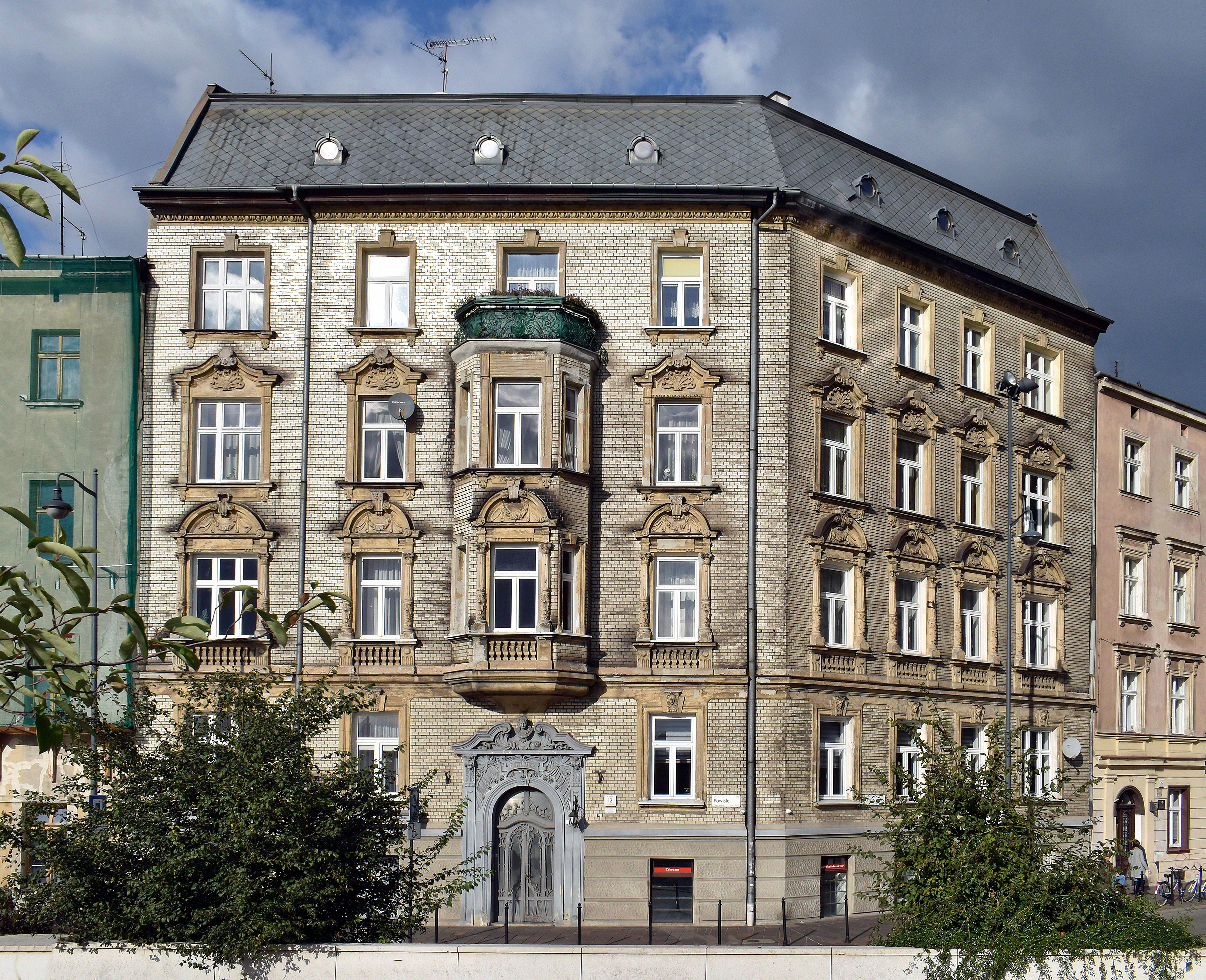
Kamienica (1908) Kraków ul. Podzamcze 28 (ul. Powiśle 12)
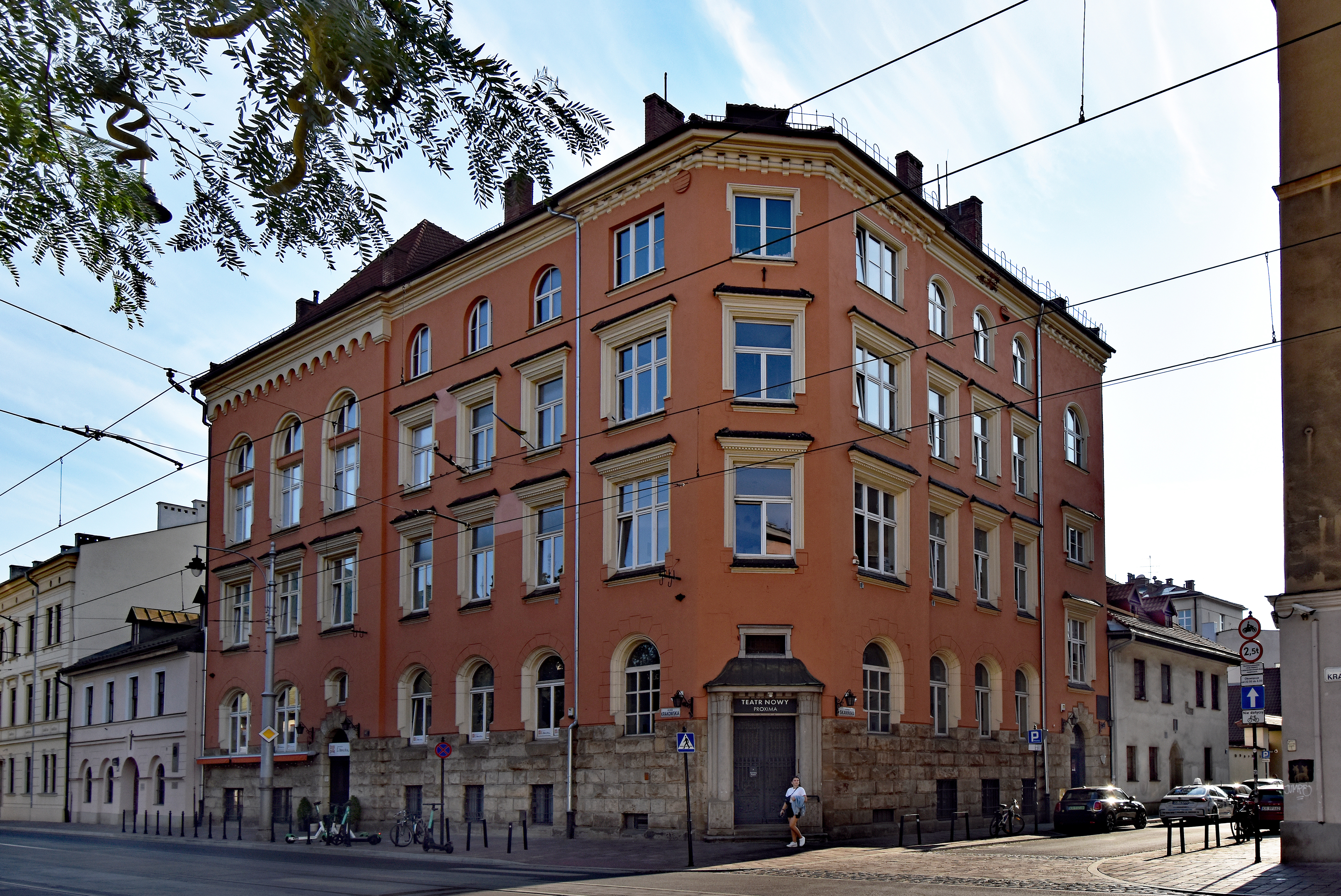
Gmach Zarządu Gminy Wyznaniowej Żydowskiej (1909) Kraków ul. Krakowska 41
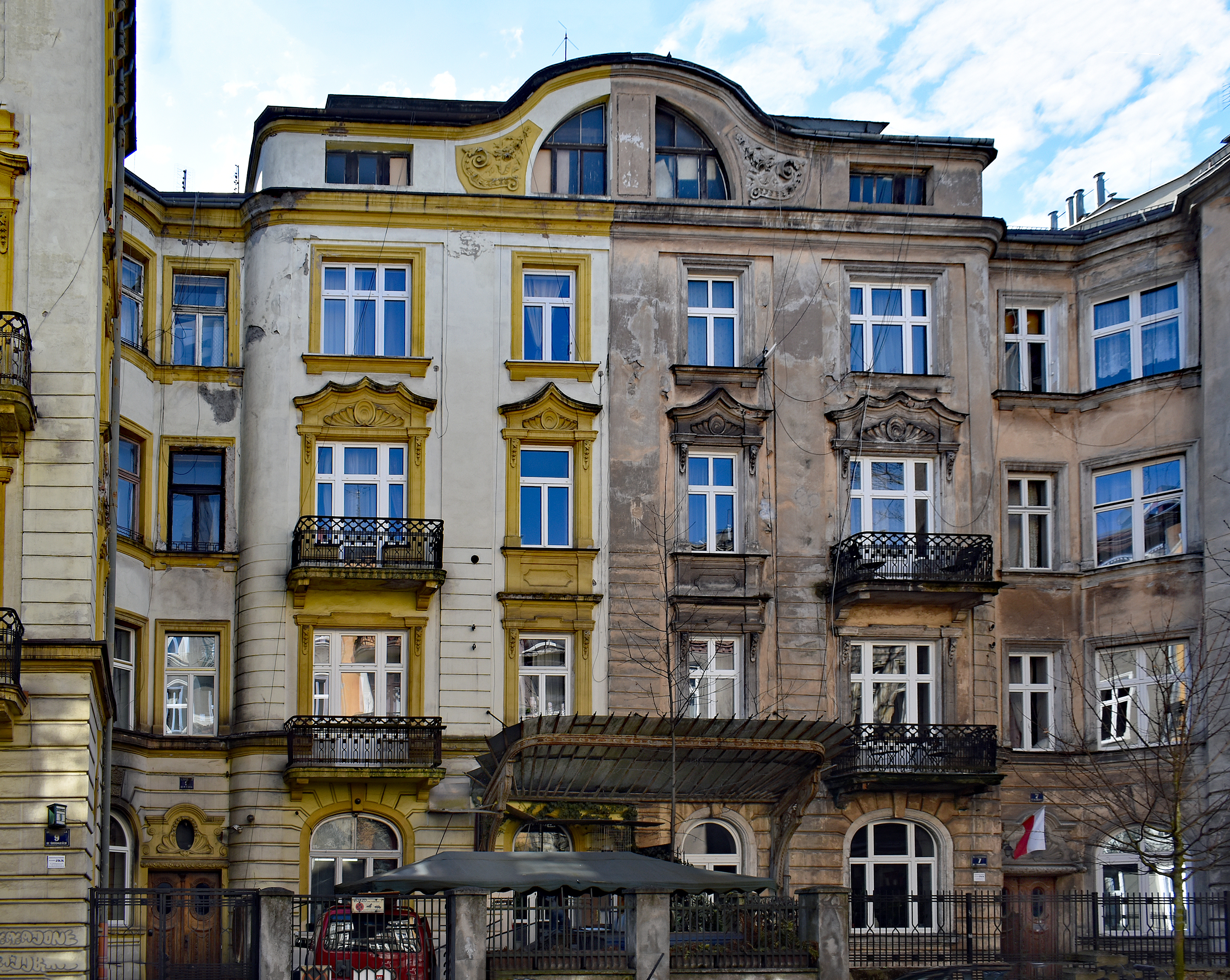
Kamienica (1909) Kraków ul. Bonerowska 7-9
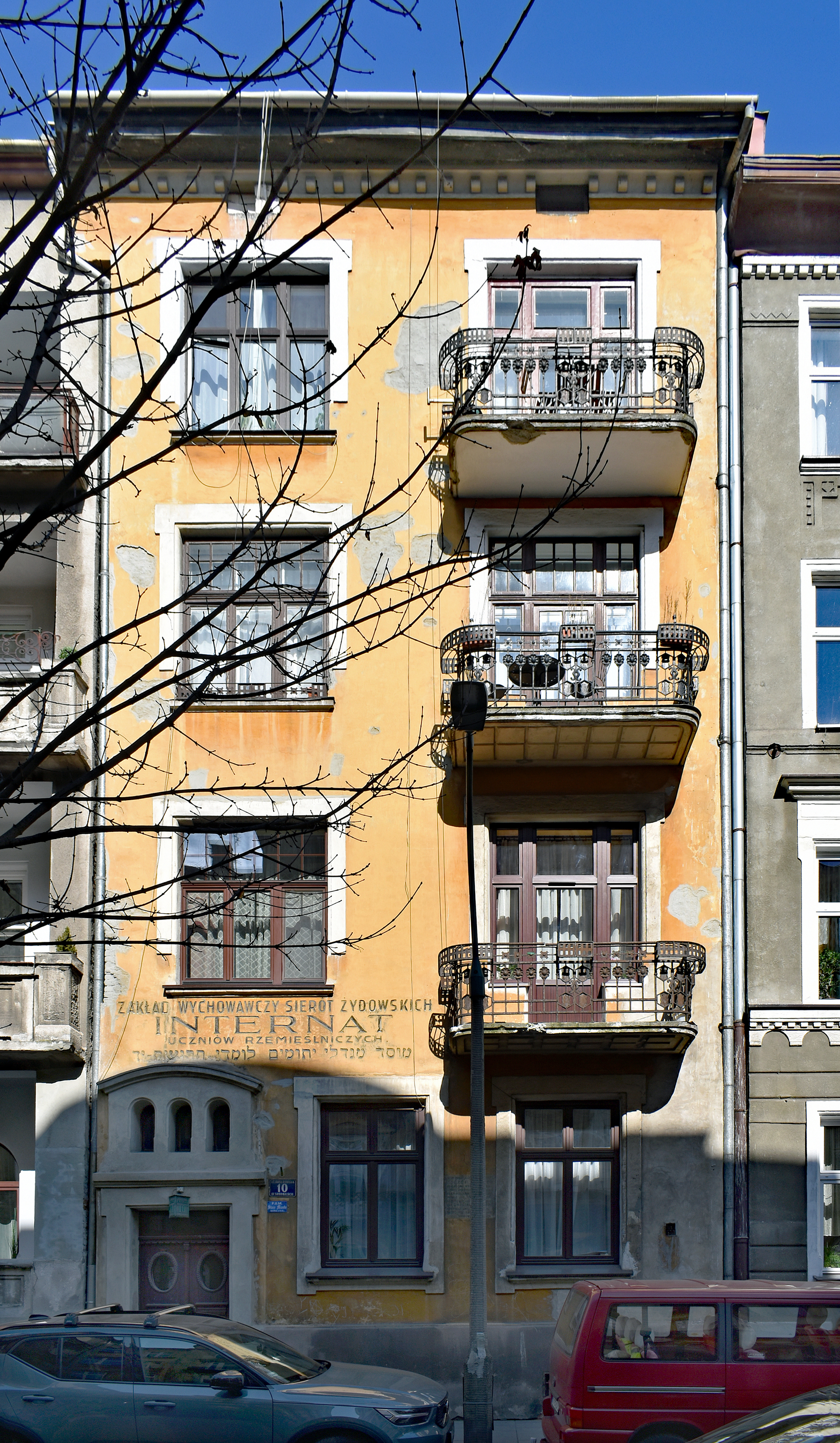
Kamienica Kraków ul. Bonerowska 10
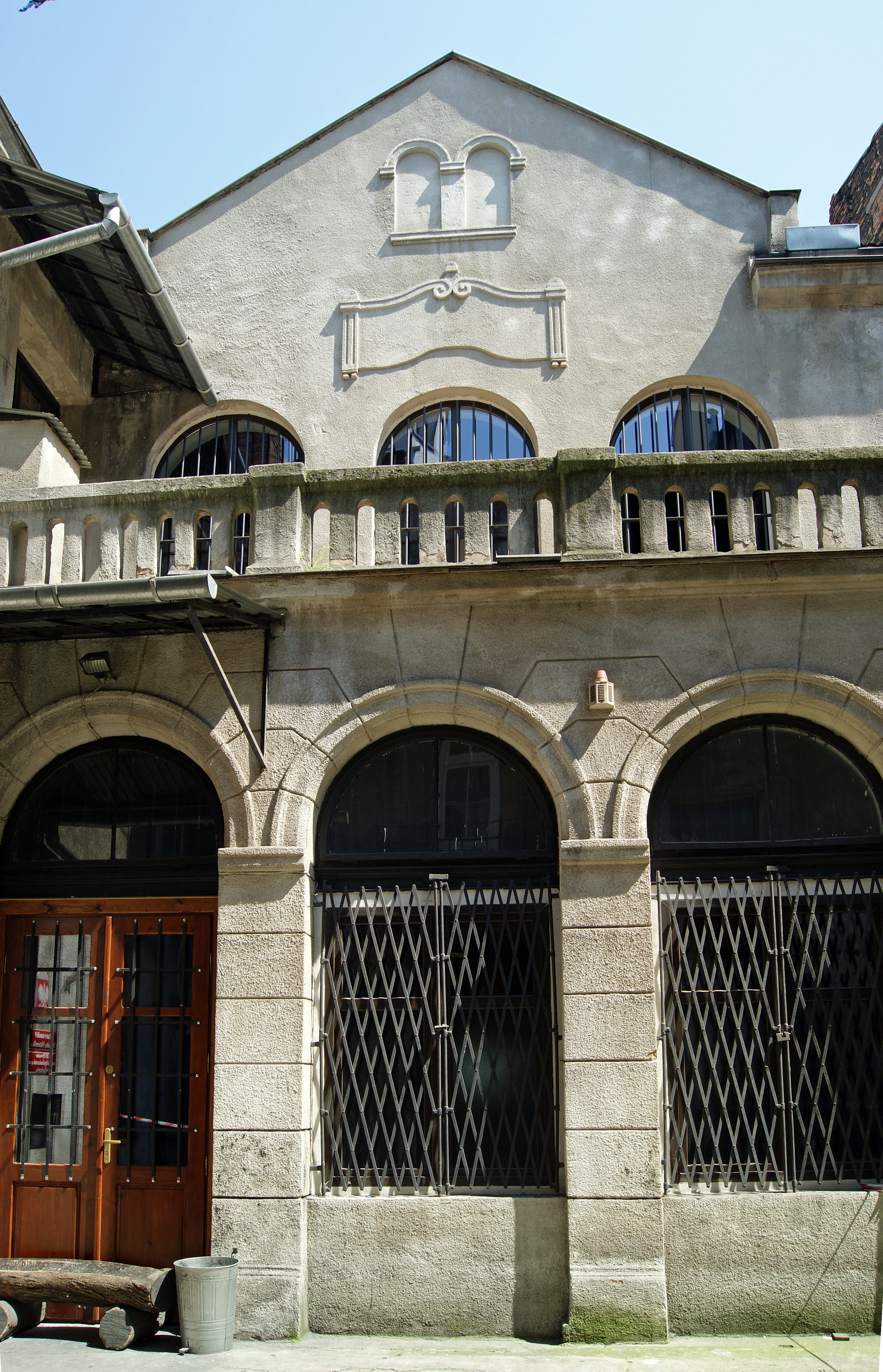
Synagoga Deichesa (1910) Kraków ul. Brzozowa 6
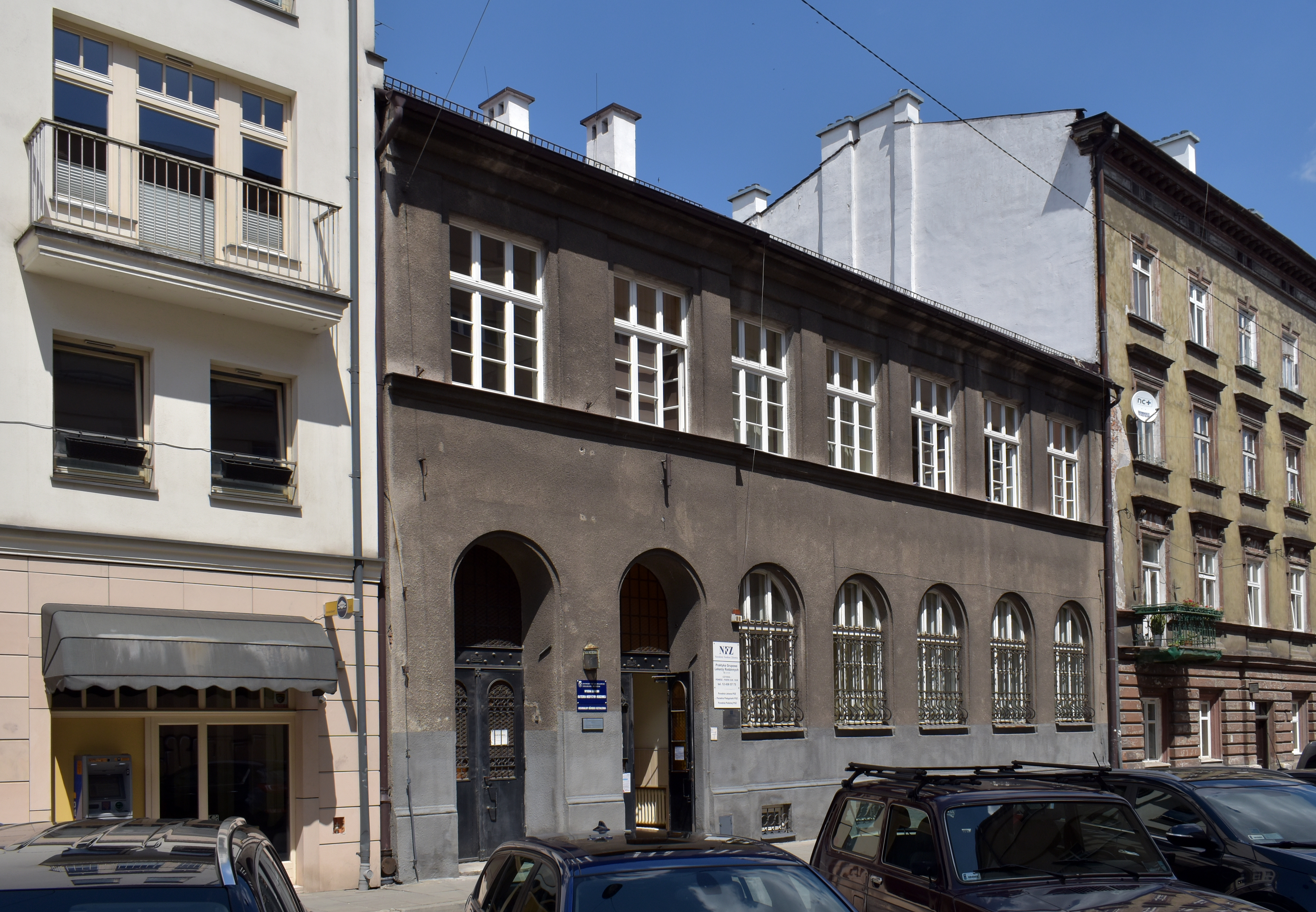
Synagoga Szejrit Bne Emuna (1910) Kraków ul. Bocheńska 4
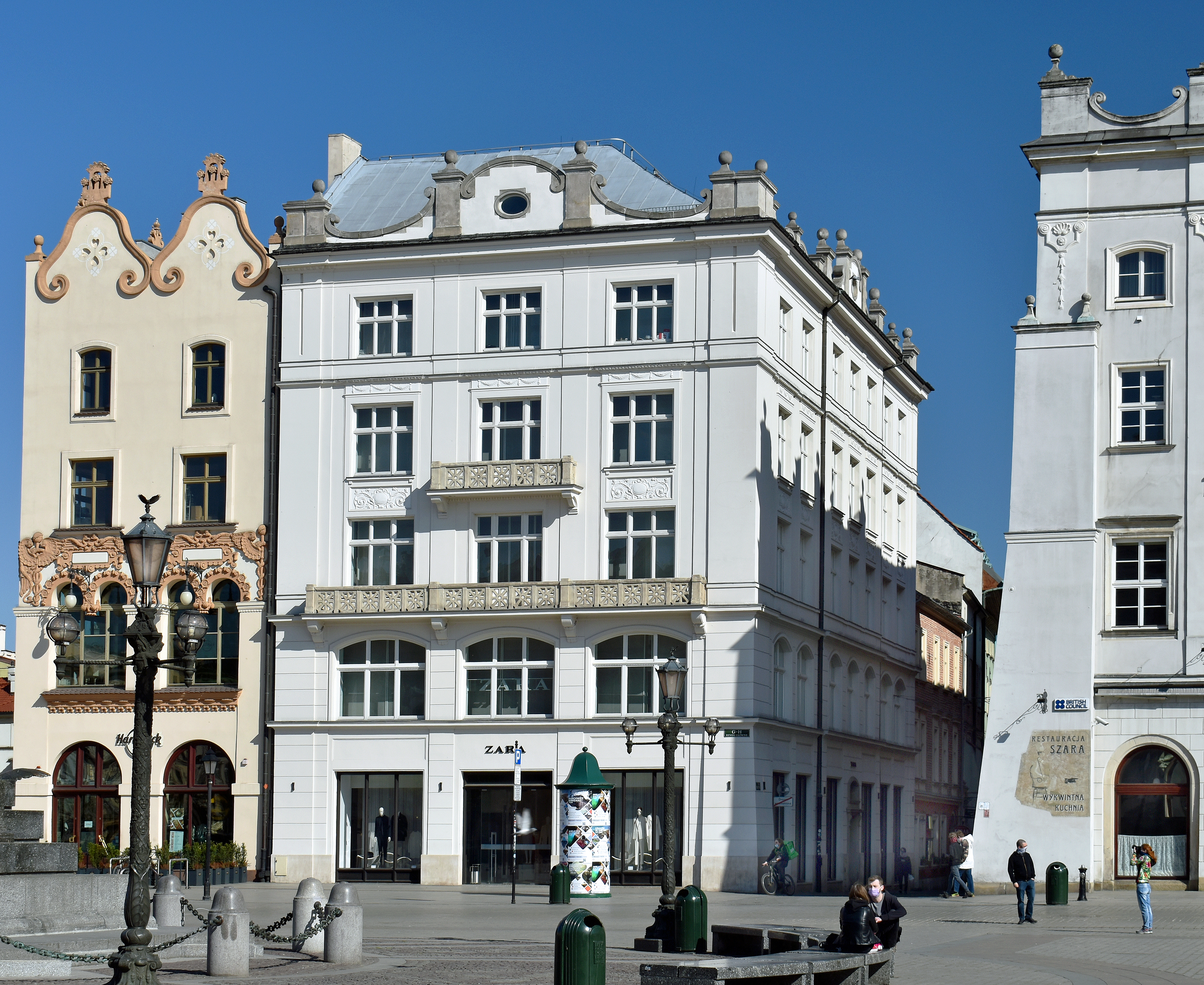
Kamienica Bidermanowska (1912) Kraków Rynek Główny 5
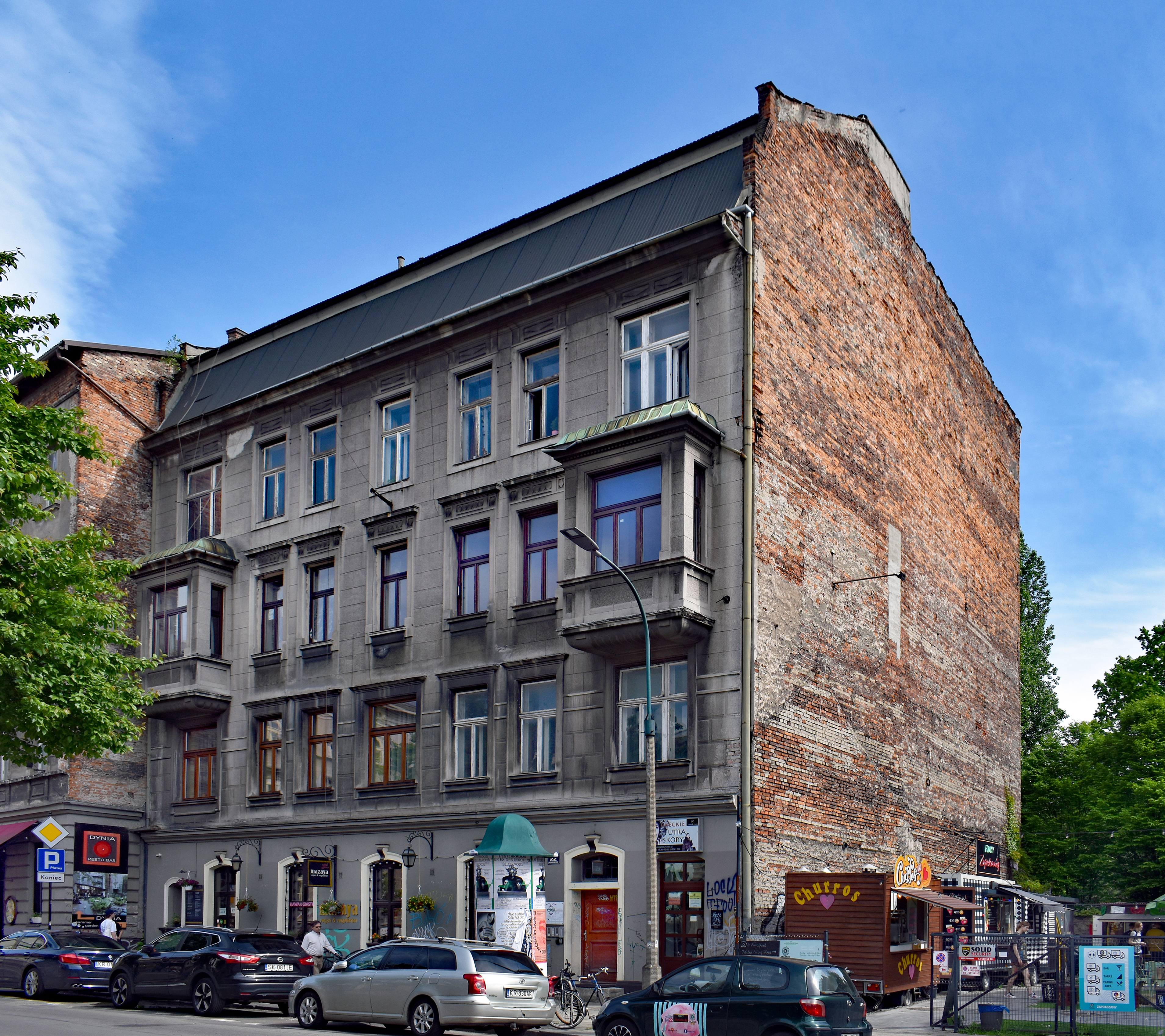
Dom Literatów (1911) Kraków ul. Krupnicza 22
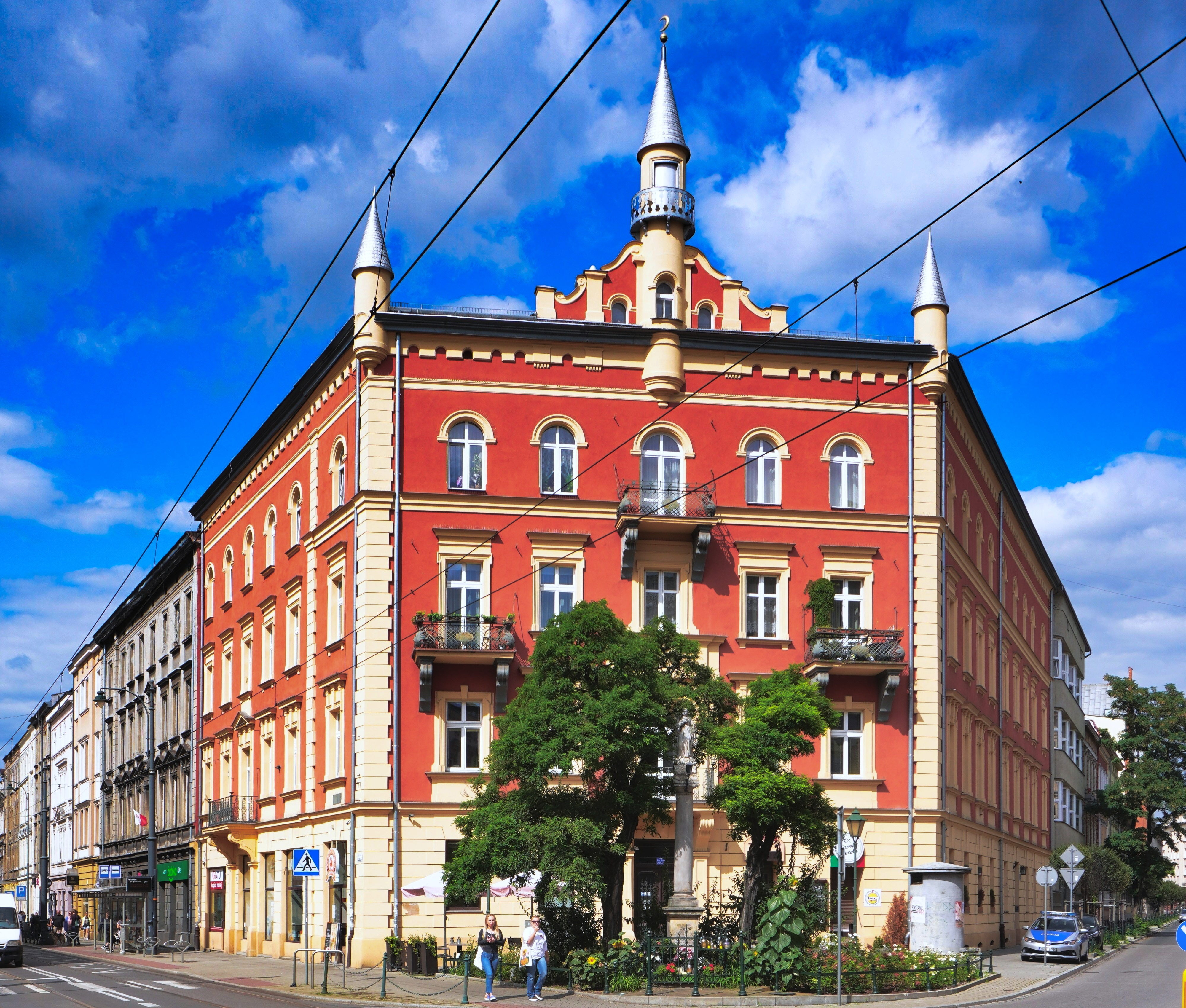
Dom Turecki Kraków ul. Długa 31
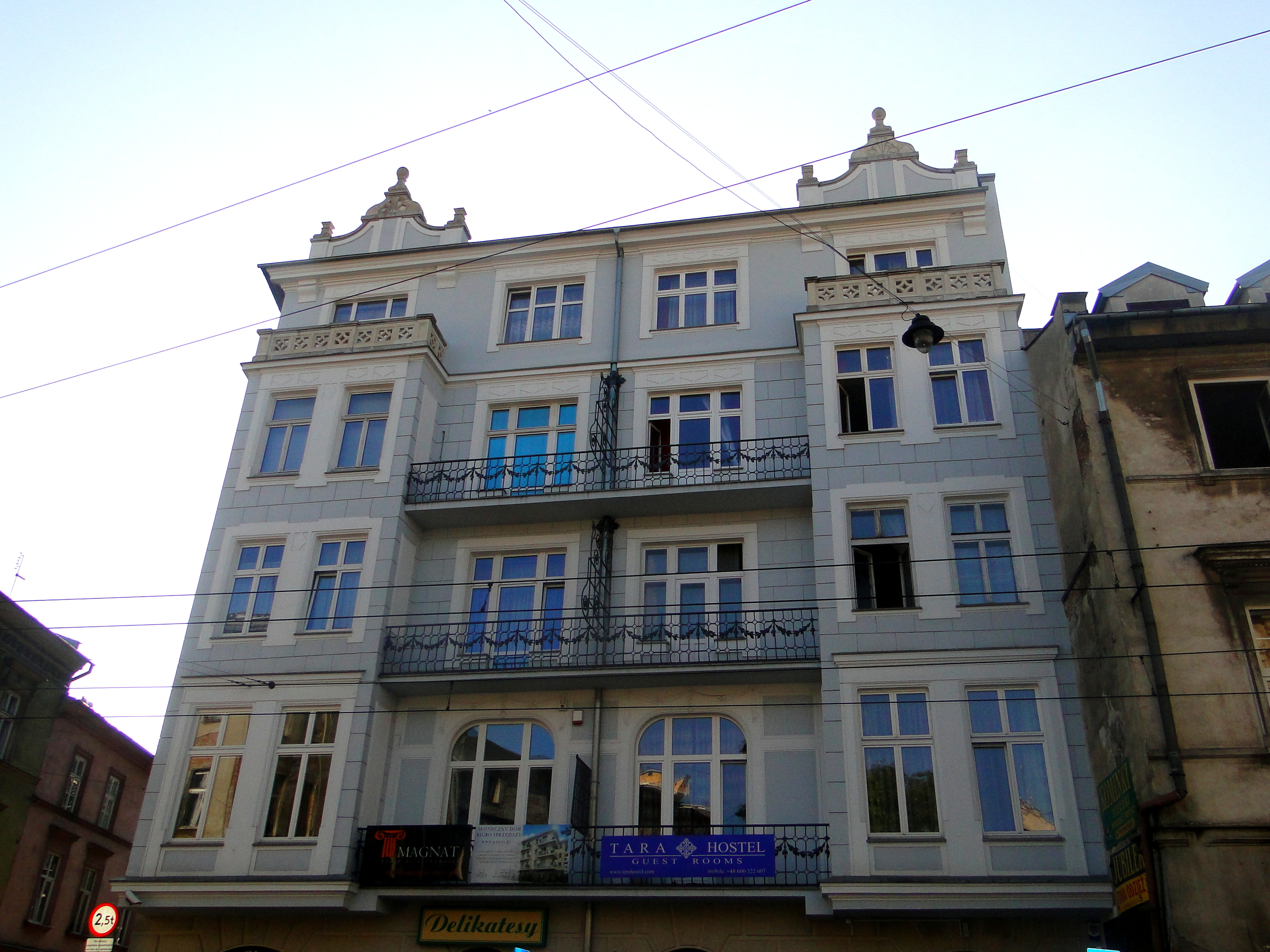
Kamienica przy ul. Krakowskiej 7
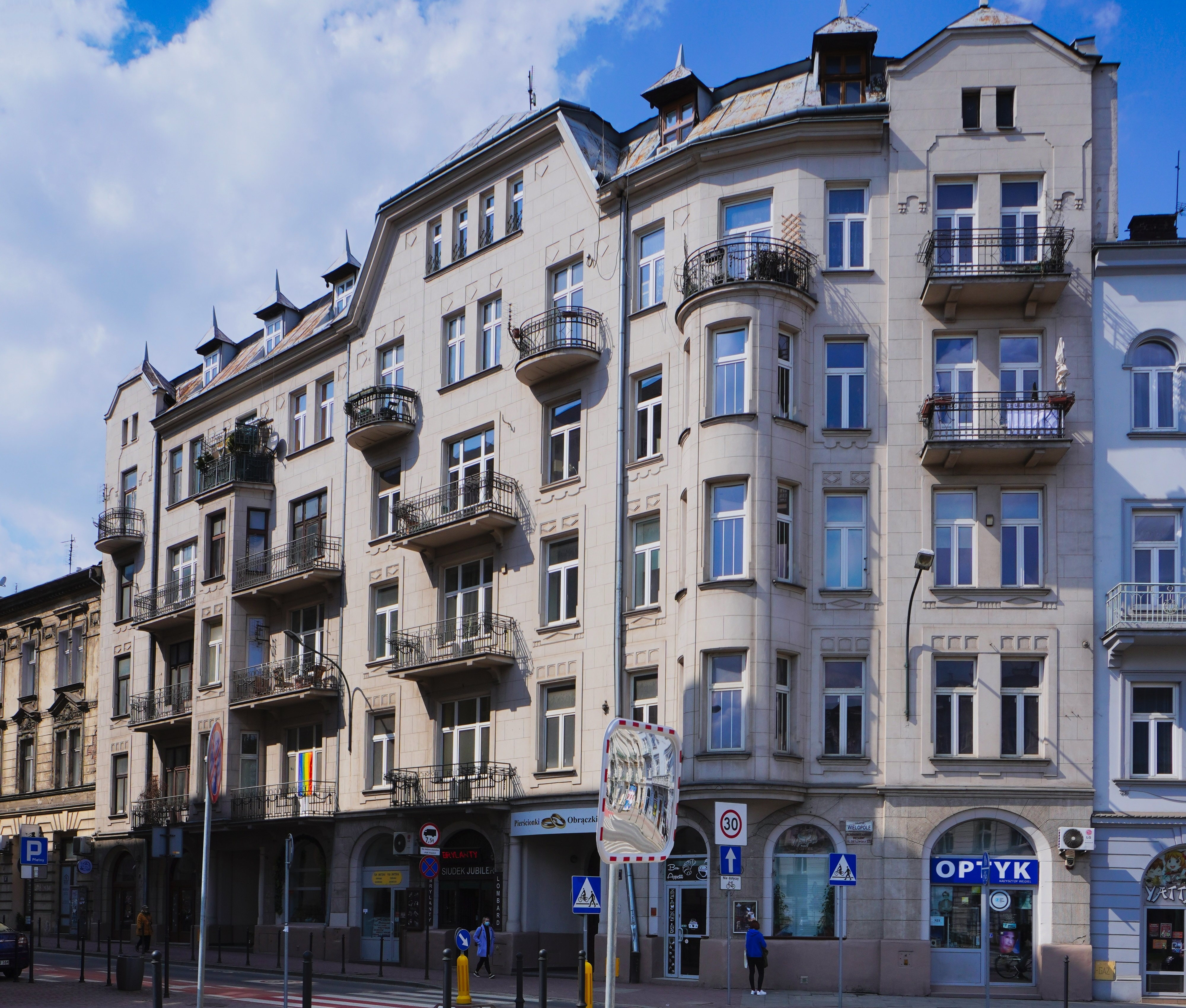
Kamienica (przed 1911), Kraków, ul. Wielopole 22–24
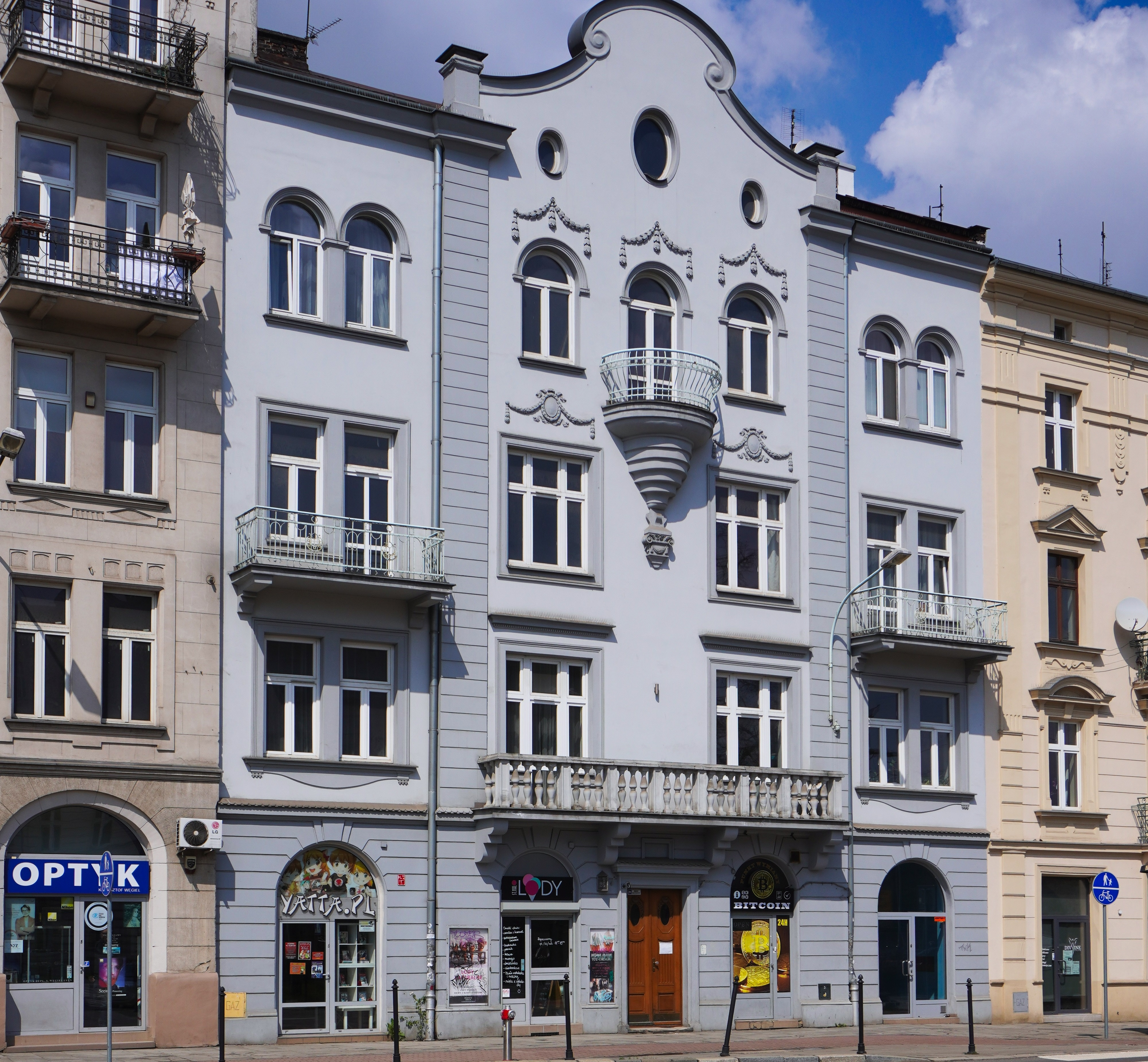
Kamienica (1910), Kraków, ul. Wielopole 26
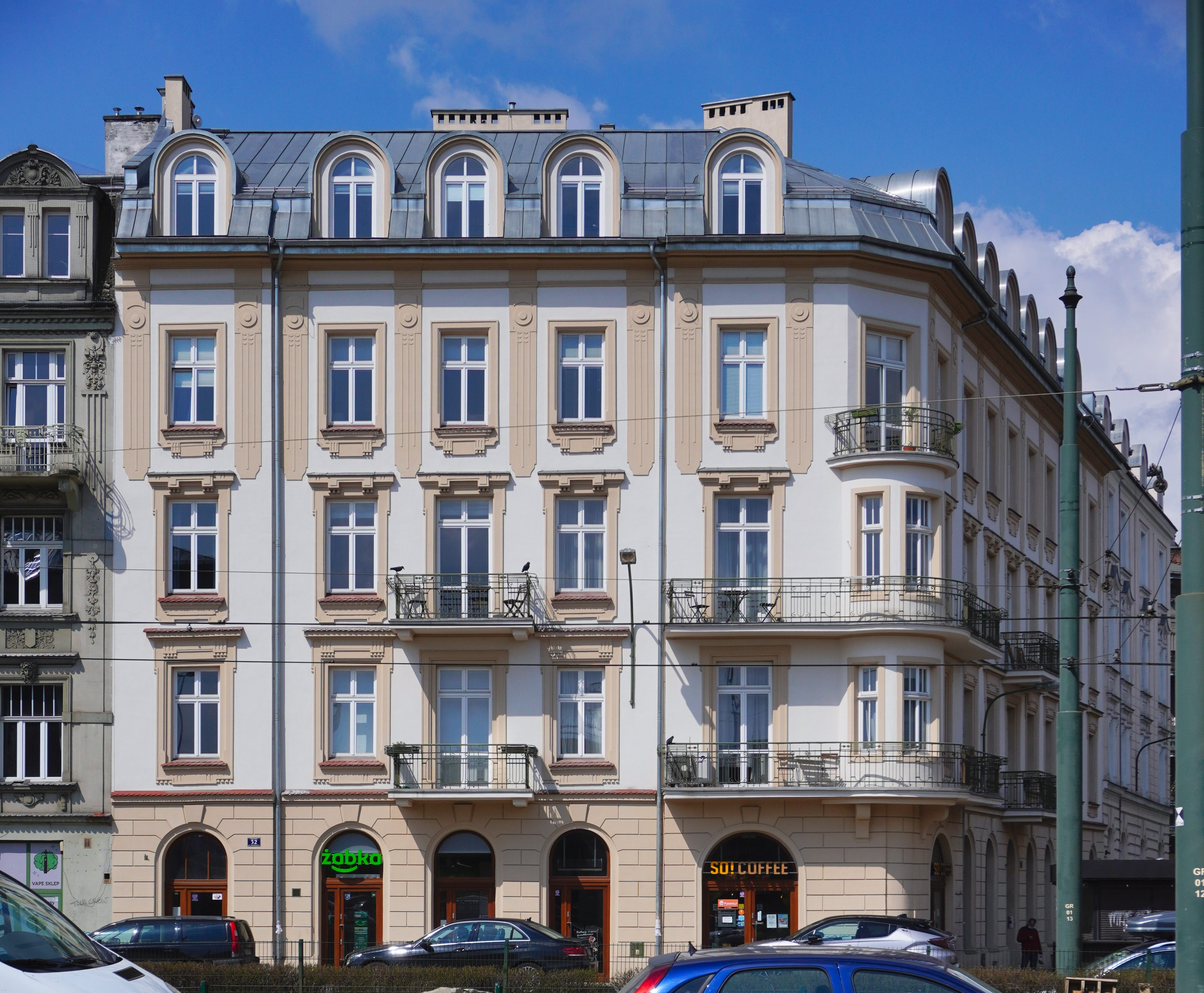
Kamienica (1910), Kraków, ul. Wielopole 32
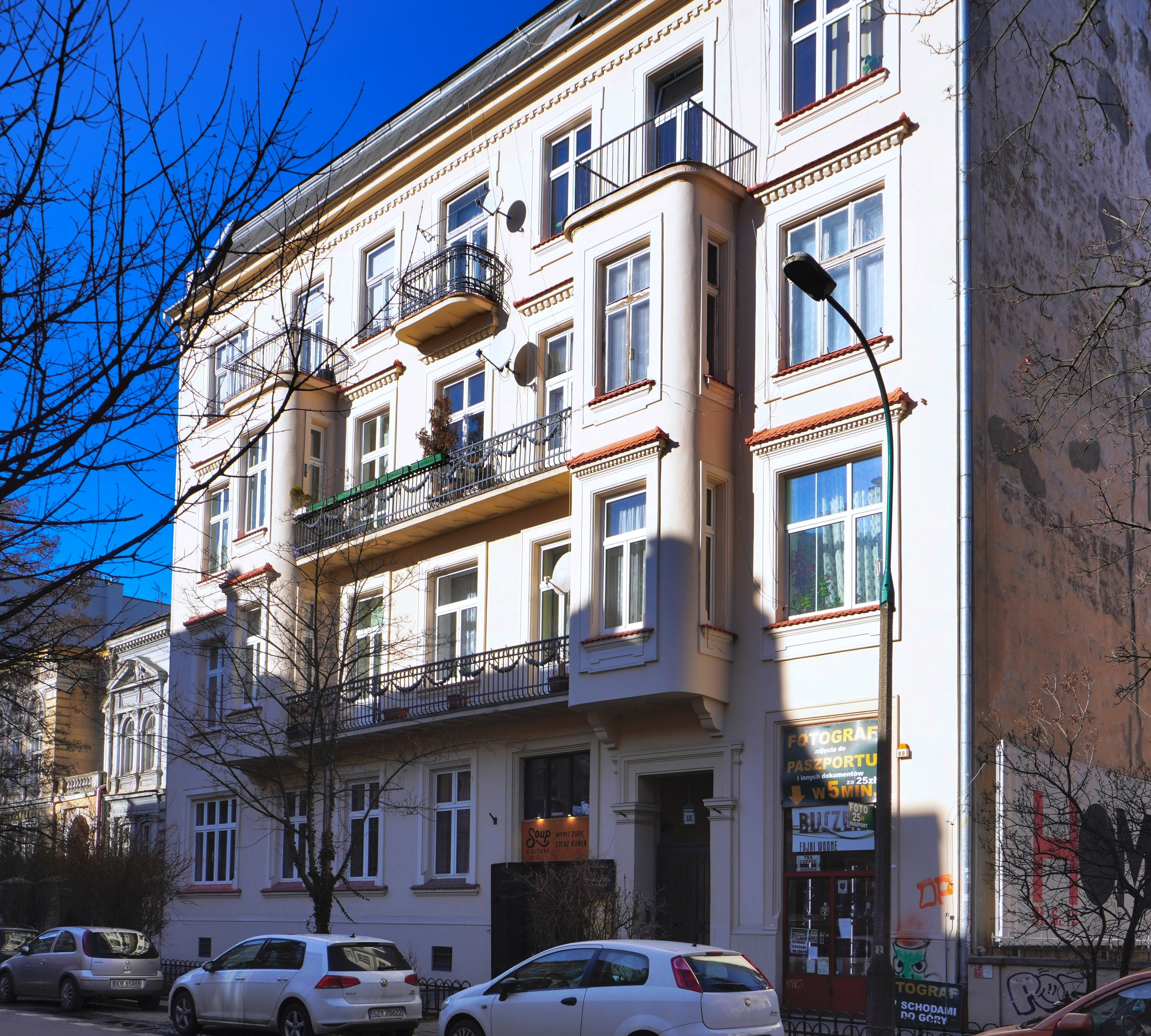
Kamienica (1910), Kraków, ul. św. Sebastiana 10
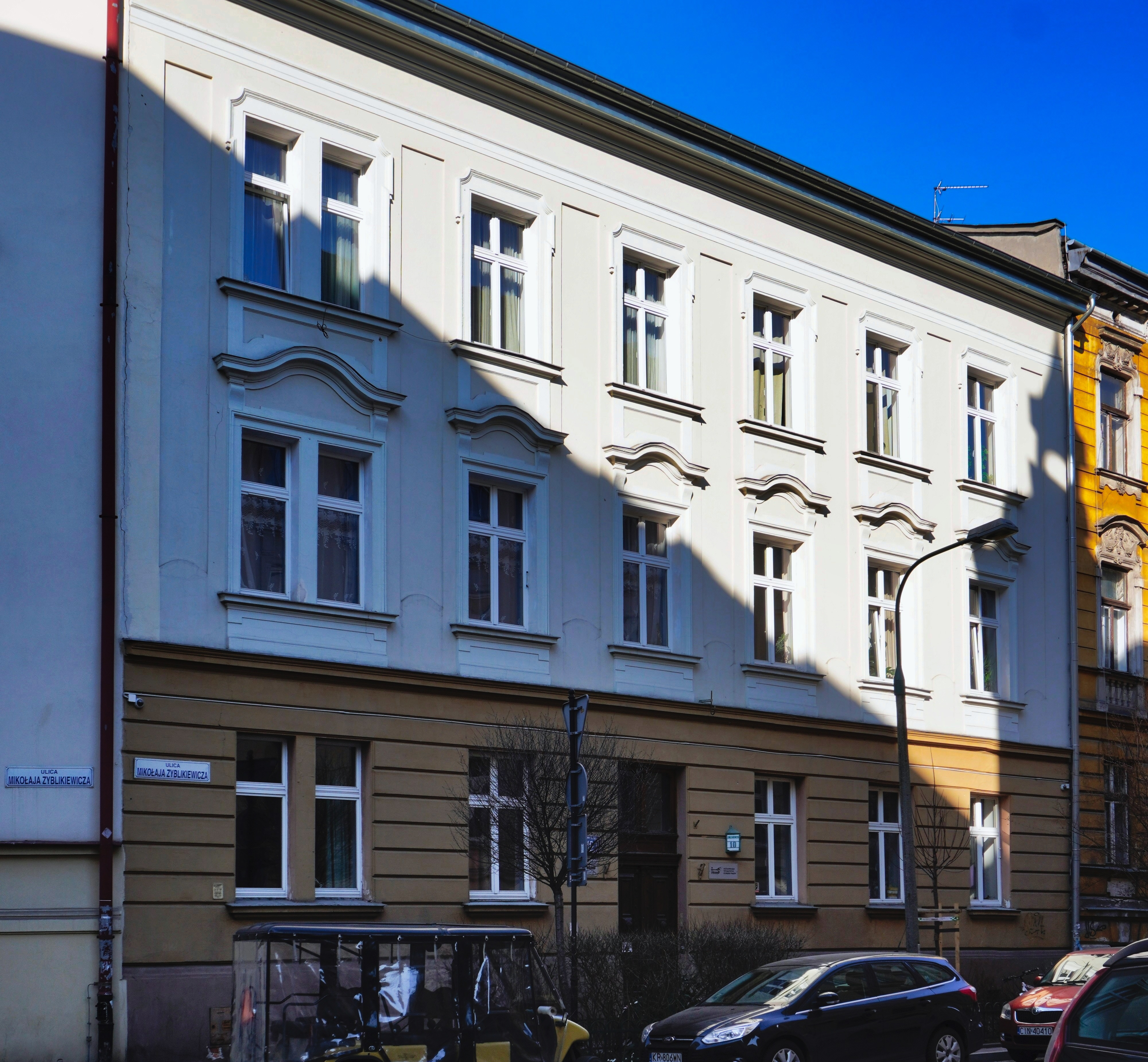
Kamienica (1907), Kraków, ul. Zyblikiewicza 10
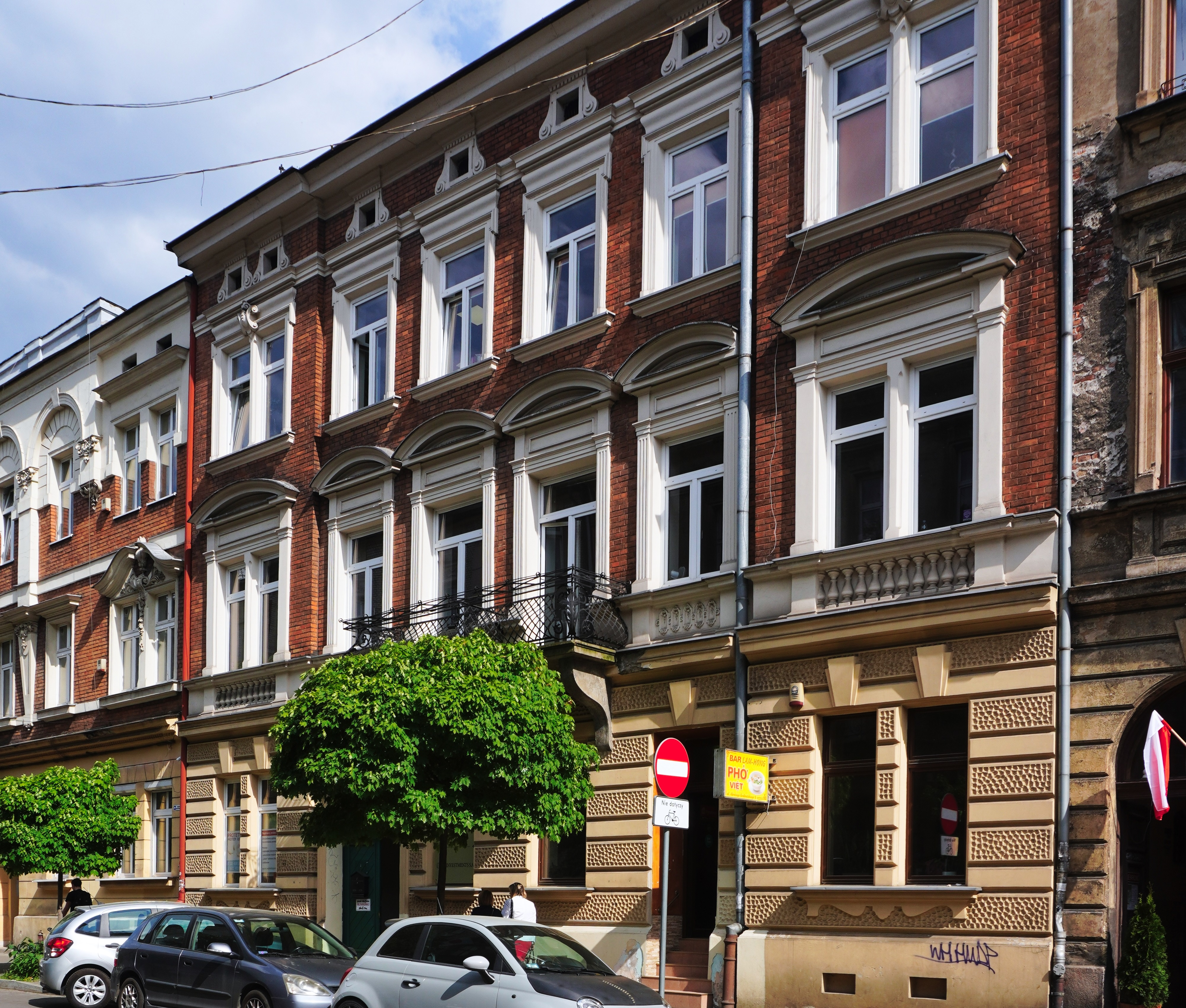
Kamienica (1899), Kraków, ul. Grabowskiego 6
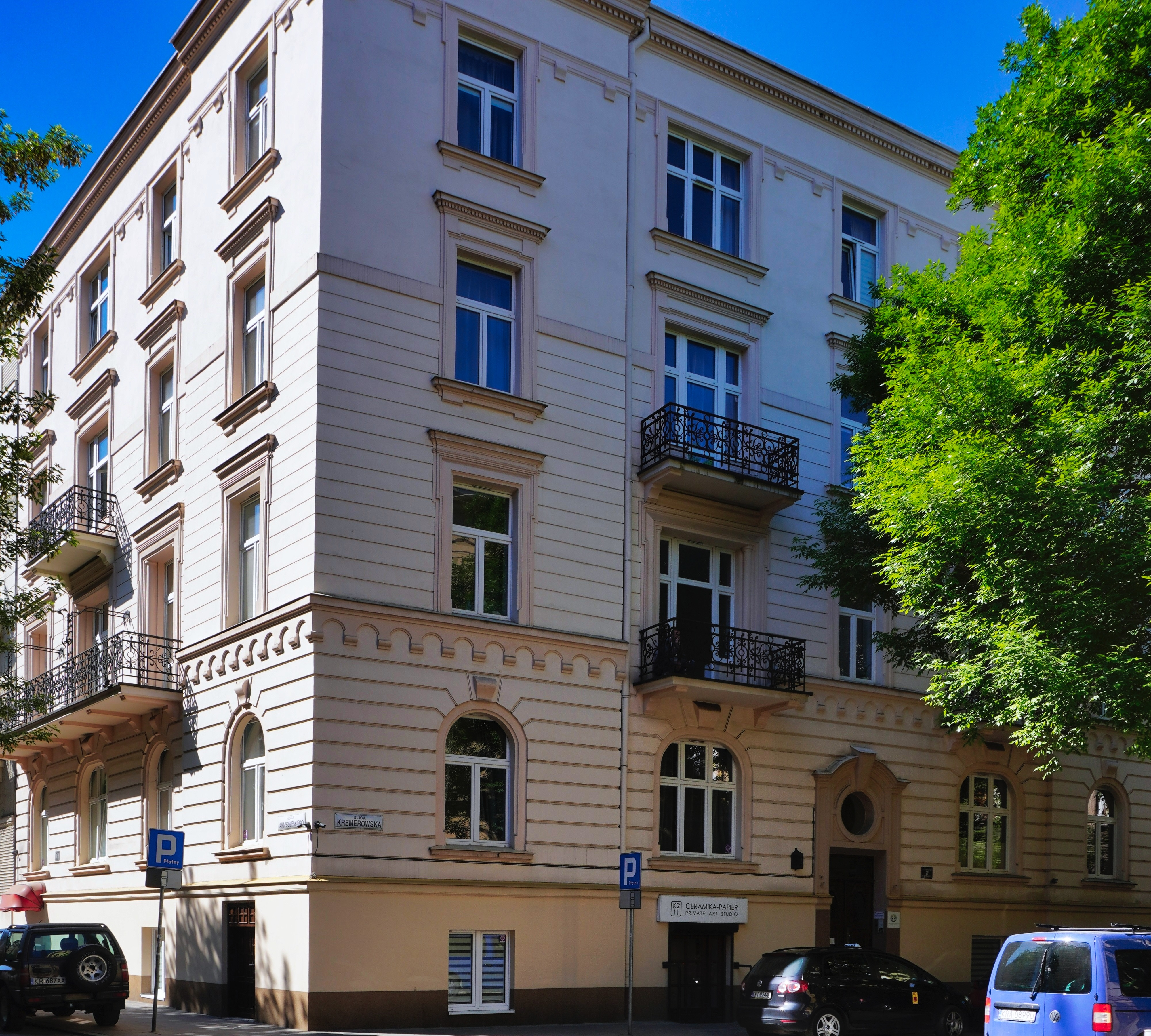
Kamienica (1913) Kraków, ul. Kremerowska 2 (ul. Sobieskiego 8)
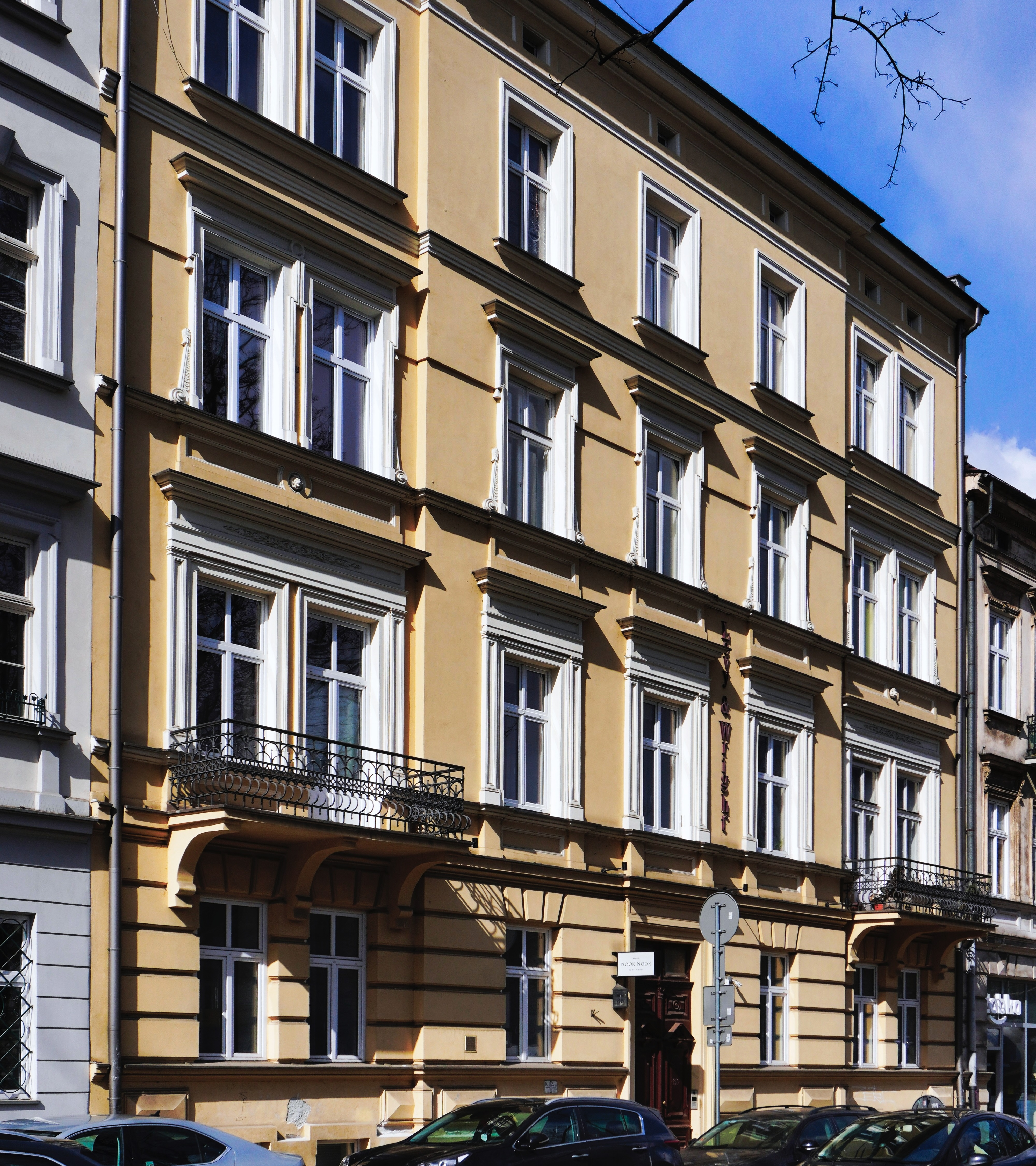
Kamienica, Kraków, ul. Dietla 66
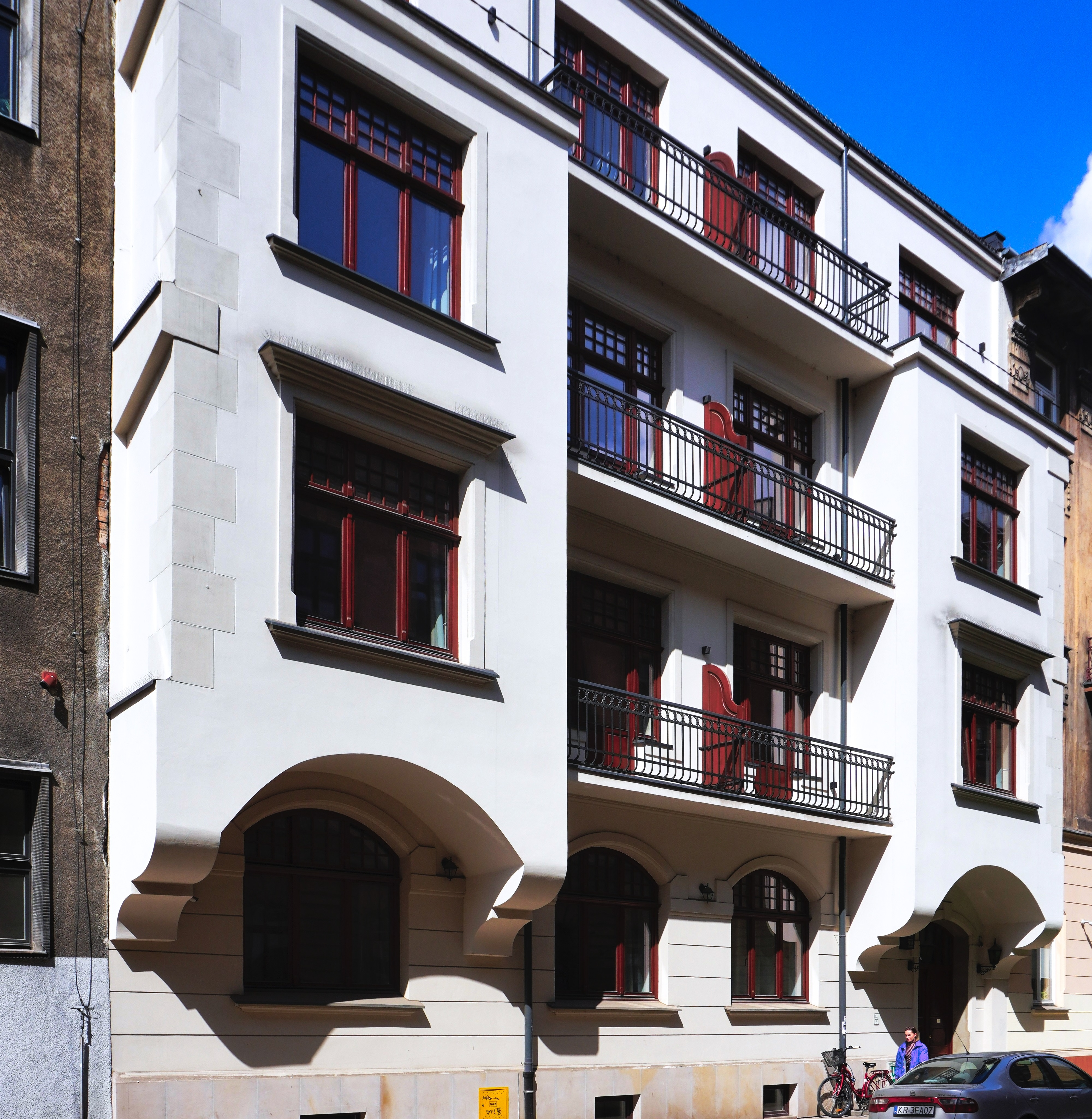
Kamienica (1911), Kraków, ul. Loretańska 5
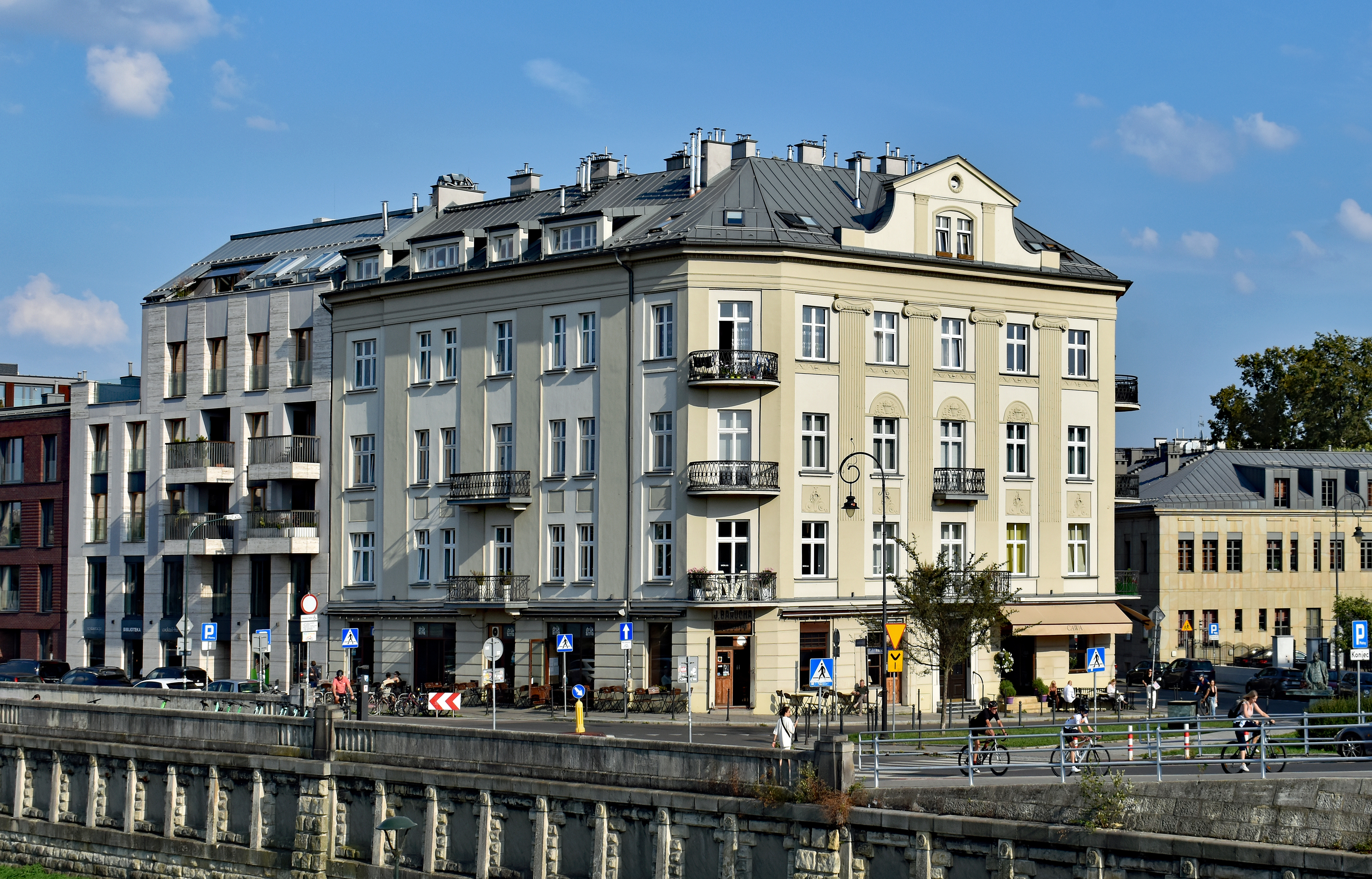
Kamienica (1924) Kraków ul. Nadwiślańska 1